# Селективное восприятие
Селективное восприятие — склонность людей уделять внимание тем элементам окружения, которые согласуются с их ожиданиями, и игнорировать остальное. Примером данного явления может быть выборочное восприятие фактов из новостных сообщений. Этот термин также используется для характеристики поведения всех людей, когда они стремятся «смотреть на вещи» только со своей личной позиции. Селективное восприятие может относиться ко всем когнитивным искажениям, в которых ожидания влияют на восприятие. Человеческое суждение и принятие решений деформируются под воздействием ряда когнитивных, перцептивных и мотивационных искажений, причём люди, как правило, не видят своих собственных ошибок, хотя с лёгкостью замечают (и даже переоценивают) силу влияния искажений на суждение других. Одной из причин такого поведения может быть то, что люди слишком перегружены тем количеством информации, которое сваливается на них каждый день, чтобы уделять одинаковое внимание всему; вместо этого они берут то, что соответствует их нуждам.
В классическом эксперименте, касающемся эффекта враждебных СМИ (который сам по себе является примером селективного восприятия), зрители просматривали диафильм особо ожесточённого матча по американскому футболу между Принстонским университетом и Дартмутским колледжем. Зрители из Принстона заметили почти в два раза больше нарушений, совершённых дартмутской командой, чем зрители из Дартмута. Один зритель из Дартмута не заметил ни одного нарушения со стороны «своей» команды.
Данный феномен играет заметную роль в психологии рекламы, так как потребители могут обратить внимание (или, напротив, проигнорировать) некоторую рекламу в зависимости от своих существующих суждений о торговой марке.
Селективное восприятие бывает двух уровней:
- Низкого — перцептивная бдительность
- Высокого — перцептивная защита